# Страхолесье
Страхоле́сье (укр. Страхолісся) — село в Иванковском районе Киевской области Украины.

## География
Село находится на берегу Киевского водохранилища, у границы Чернобыльской зоны отчуждения. Занимает площадь 1,4 км².

## История
Известно с XV века. С 1986 года называлось Зелёный Мыс, название Страхолесье было восстановлено в 1989 году.
В районе поселка был городок ликвидаторов "Белый пароход".

## Население
Население по переписи 2001 года составляло 720 человек.

## Местный совет
Село Страхолесье — административный центр Страхолесского сельского совета.
Адрес местного совета: 07255, Киевская обл., Иванковский р-н, с. Страхолесье, ул. Быкова, 45.